# Warnsveldse pompmoord
De Warnsveldse pompmoord betreft een moord op de 28-jarige Micelle Mooij-Klumper, caissière van een tankstation aan de Rijksstraatweg in de Nederlandse plaats Warnsveld (provincie Gelderland). Zij werd op 24 oktober 1985 neergestoken en later dood aangetroffen bij haar auto naast het tankstation. Initieel onderzoek na de moord liep op niets uit. Zeventien jaar na de moord werd het onderzoek echter heropend, waarna vier mannen voor de moord werden veroordeeld. Rechtswetenschappers hebben de veroordelingen in twijfel getrokken, zij vermoeden dat enkele van de verdachten door langdurige verhoren en druk valse bekentenissen hebben afgelegd.

## De misdaad
Op 24 oktober 1985 werkte Micelle Mooij-Klumper in het Shell-tankstation aan de Rijksstraatweg in Warnsveld. Haar werkdag eindigde om 21:00 uur 's avonds, wanneer ze de kluis en het tankstation afsloot. Ze is erna vermoedelijk in haar auto gestapt. Zo'n 20 minuten later werd zij door een passant dood voor de auto gevonden, met naar later bleek negen steekwonden. De sleutels van de auto zaten nog in het contactslot, met de motor draaiende en de lampen aan. Er waren sporen van verzet in de auto, zoals messteken in het stuur. Al Micelle's persoonlijke zaken en geld, plus de kluissleutel van het tankstation, werden aangetroffen in de auto.

### Onderzoek 1985
In 1985 werd er uitgebreid onderzoek naar de moord gedaan, maar dat leverde niet genoeg informatie op om tot een dader komen. Een week na de moord kwam de zaak ook voor in een aflevering van Opsporing Verzocht. Mensen in Warnsveld spraken veelvuldig het vermoeden uit dat de dader wel iemand van de nabijgelegen psychiatrische instelling geweest zou kunnen zijn. Meerdere getuigen hadden het over een man met een lange regenjas, maar onderzoek daarnaar leverde niets op. 
Getuigenverhoren leverden ook geen concrete dader op. Enkele van de uiteindelijk veroordeelden werden ook verhoord. Naar aanleiding van een tip van de Criminele Inlichtingendienst (CID) keek de politie namelijk in de richting van Marty ten B., maar de verhoren van hem en een vriend van hem leverden niets op. Kobus S., oud-medewerker van het tankstation, werd ook gehoord. Hij besprak de zaak graag met de politie, waarbij hij de ene theorie na de andere aan de orde stelde. Nog jaren na de moord nam hij met regelmaat contact op met de politie om de zaak te bespreken. Dit wekte na verloop van tijd irritatie, die er ten slotte toe leidde dat men zijn inlichtingen niet meer aannam als serieus te nemen.

### Onderzoek 2001
In 2001, voordat de onopgeloste zaak zou verjaren, kwam er plotseling weer een tip van het CID binnen bij de politie, wederom rond Marty ten B. Volgens de informatie had hij Micelle neergestoken, waarna hij met bebloede kleding naar het huis van een vriend in Almelo zou zijn gegaan om daar te overnachten. Deze vriend was in 1985 ook al verhoord. De politie stelde een nieuw onderzoeksteam samen genaamd Shewa (Shell Warnsveld), en heropende het onderzoek. Ook werd er wederom aandacht aan de zaak besteed in Opsporing Verzocht. Al snel werden er vier verdachten aangehouden, de uiteindelijk veroordeelden. Zij werden aangehouden op basis van de nieuwe CID-informatie en een verklaring van Kobus S. uit 1988. 
Alle vier ontkenden aanvankelijk iets te maken te hebben met de moord. Na enkele dagen van verhoren begonnen enkele verdachten bekennende verklaringen af te leggen. De meest uitgebreide kwam van Hein K. die na enkele dagen van lange, intensieve verhoren en weinig slaap begon te bekennen. Marty ten B. ging af en toe mee in het verhaal van de politie, waarschijnlijk uit wanhoop om ze tevreden te stellen en van de verhoren af te zijn. Kobus S. verklaarde de moord in zijn dromen te zien, waarna de politie zijn fantasieën als waarheid ging zien. Godfried van H. bleef betrokkenheid ontkennen, en stelde dat als hij er al bij was hij goed dronken moest zijn geweest.
Volgens het scenario van de politie en bekennende verklaringen zouden de vier mannen elkaar hebben getroffen in een lokaal cafe. Alle vier hadden ze geldproblemen en meerdere hadden alcoholproblemen. Om aan snel geld te komen zouden ze op het idee gekomen zijn om een overval te plegen. Vervolgens reden ze samen in een auto naar het tankstation, terwijl ze onderweg hun overval planden. Toen ze aankwamen bij het tankstation zouden een of twee van de verdachten Micelle benaderd hebben, in een poging om de kluissleutel van het tankstation van haar af te nemen. Toen zij zich verzette en probeerde weg te rijden zouden ze haar uit paniek hebben neergestoken en vervolgens zijn gevlucht.
Ook werd er DNA-onderzoek gedaan naar enkele bloedsporen op kleding van het slachtoffer. Ten tijde van het originele onderzoek in 1985 was zulk onderzoek namelijk nog niet mogelijk. Het leverde een mengspoor op met Micelle's DNA en dat van een ander, onbekend persoon. De sporen matchten met geen van de verdachten.

## Rechtsgang
In 2003 verscheen de zaak voor de Rechtbank Zutphen. De rechtbank stelde vast dat er in de zaak genoeg wettige bewijsmiddelen waren, maar dat zij niet waren overtuigd door het bewijs. De rechtbank achtte dat er geen tot weinig technisch bewijs was dat de verdachten aan de plaats delict koppelde. Het bewijs was dus voornamelijk de verklaringen van de verdachten zelf. De rechtbank vond dat er voorzichtig moest worden omgegaan met de verklaringen. Gezien het grote tijdsverloop sinds de zaak waren herinneringen vervaagd en worden details vaak door elkaar gehaald. Zij wezen dan ook op tegenstrijdigheden, onjuistheden en wisselingen van details in de verklaringen. Daarnaast ontkennen de verdachten veelvuldig hun betrokkenheid buiten de verhoren om. De rechtbank sprak daarom de verdachten vrij.
Na de uitspraak van de rechtbank ging het Openbaar Ministerie in hoger beroep. Het Gerechtshof van Arnhem werd daar wél overtuigd door het bewijs. Het ging mee in het scenario van de politie en het OM, en vond dat de verklaringen van de verdachten hierin pasten. De vier verdachten werden door het hof veroordeeld tot gevangenisstraffen variërend van 5 tot 8 jaar.
In 2023 maakte Paul Acda, advocaat van Hein K. en de dochter van Godfried van H., bekend dat hij een herzieningsverzoek zou indienen bij de Hoge Raad. Volgens hen zou Hein onder druk gezet zijn door de rechercheurs en daardoor in zijn verhoren valse bekennende verklaringen hebben afgelegd.

## Mogelijke dwaling
In 2009 verscheen het boek De Warnsveldse pompmoord door rechtspsycholoog Peter van Koppen en zijn onderzoeksteam van Project Gerede Twijfel, dat mogelijke gerechtelijke dwalingen onderzoekt. In het boek betogen zij dat het bewijs in de zaak, dat voornamelijk de bekennende verklaringen van de verdachten zelf betreft, onzorgvuldig tot stand was gekomen en niet overtuigend is voor de schuld van de verdachten. Daarnaast was er geen technisch bewijs van de plaats delict dat de betrokkenheid van de verdachten aantoont.
De onderzoekers hadden grote kritiek op de manier van het verhoren van de verdachten door de politie. Zo werden de verdachten dagenlang intensief verhoord, met lange uren en druk van de rechercheurs. Ook zouden de verdachten, eenmaal ze eindelijk hadden toegegeven en bekend aanwezig te zijn geweest bij de moord, meermaals daderkennis zijn voorgehouden. Zo verklaarde Hein K. aanvankelijk dat de moord in het tankstationgebouw gepleegd was, waarna de politie hem bijstuurt tot hij zegt dat de moord buiten plaatsvond. Ook sprak hij aanvankelijk over een motor, waarna hem verteld wordt dat Micelle richting haar auto liep en hij vanaf dat punt zodanig verklaart. 
Ook vonden zij dat nieuwe verklaringen van getuigen en verdachten in het Shewa onderzoek met een korrel zout genomen moeten worden, gezien het lange tijdsverloop sinds de moord. Zo verklaarde een vriend van Marty ten B. in 2001 dat deze op de avond van de moord thuis kwam met zijn kleding onder het bloed. In de verhoren in 1985 vertelde hij echter niets over bebloede kleding toen hij er naar gevraagd werd. Het was 17 jaar later niet goed vast te stellen of de waarneming op de avond van de moord was gedaan. 
Daarnaast werd het onbegrijpelijk geacht dat Kobus S.' fantasierijke theorieën die hij in de jaren na de moord keer op keer aan de politie vertelde door het Shewa-team nu serieus werden genomen, terwijl de politie eerder nog moe werd van zijn ongevraagde inlichtingen. Zelf uitte Kobus ook herhaaldelijk dat zijn verklaringen enkel fantasieën en theorieën betroffen.

## De Pompmoord(documentaireserie)
In februari 2023 zond KRO-NCRV de documentaireserie De Pompmoord uit op televisie, bestaande uit drie afleveringen. Onder meer enkele verdachten, hun advocaten, nabestaanden, oud-rechercheurs, en een rechter die in de zaak oordeelde in 2003 verschenen in de serie. Ook volgde even later een zesdelige podcast getiteld "De verhoorkamer". De documentairemakers stelden dat de zaak waarschijnlijk een gerechtelijke dwaling betrof. Naar aanleiding van de serie ontving de politie nieuwe tips in de zaak.
| Aflevering | Datum            | Titel                        |
| ---------- | ---------------- | ---------------------------- |
| 1          | 2 februari 2023  | De moordenaar(s) van Micelle |
| 2          | 9 februari 2023  | De geheime verhoortapes      |
| 3          | 16 februari 2023 | Onschuldig vast?             |

In december 2024 volgt van dezelfde omroep opnieuw een serie podcast-afleveringen over de zaak, net als in maart 2023.
| Afleveringen 2024 | Datum            | Titel                                | Duur    |
| ----------------- | ---------------- | ------------------------------------ | ------- |
| 1                 | 16 december 2024 | De moordenaar(s) van de pompbediende | 40 min. |
| 2                 | 16 december 2024 | De geheime verhoortapes              | 41 min. |
| 3                 | 16 december 2024 | Onschuldig vast?                     | 45 min. |
| 4                 | 16 december 2024 | Extra aflevering: Hoe nu verder?     | 20 min. |